# Красногорский сельсовет (Ивановская область)
Красногорский сельсовет — упразднённая административно-территориальная единица в Кинешемском районе Ивановской области Российской Федерации. Существовал с 22 августа 1960 по 25 февраля 2005 года.
Административный центр — посёлок (ныне село) Красногорский.

## История
Образован 22 августа 1960 года из части Стиберского сельсовета.  Упразднён 25 февраля 2005 года путём объединения трёх сельских советов — Красногорского, Ильинского и Стиберского в Ласкарихинское сельское поселение.

## Состав
В скобках — дата упразднения
- Кельи  (до 17.02.1972)
- Красногорский
- Мокша (до 17.02.1972)
- Новинки
- Пустынь (до 09.12.1974)
- Слуда  (до 17.02.1972)
- Соколово  (до 21.12.1981)
- Солонище  (до 09.12.1974)
- Якушиха  (до 09.12.1974)